# Juan José Bernal Ortiz
Juan José Bernal Ortiz (* 2. Februar 1907 in Duaca, Venezuela; † 19. Oktober 1980) war ein venezolanischer Geistlicher, Bischof und Erzbischof.
Er empfing am 19. April 1930 die Priesterweihe.
Am 21. Oktober 1949 wurde er zum Bischof von Santo Tomás de Guayana ernannt. Die Bischofsweihe spendete ihm am 13. November desselben Jahres der Erzbischof von Caracas Lucas Guillermo Castillo Hernández; Mitkonsekratoren waren Rafael Ignacio Arias Blanco, Bischof von San Cristóbal de Venezuela, und Antonio Ignacio Camargo, Weihbischof in Calabozo. Am 2. Januar 1953 wurde die Diözese in „Bistum Ciudad Bolívar“ umbenannt und am 21. Juni 1958 zum Erzbistum erhoben, damit wurde Juan José Bernal Ortiz Erzbischof. Am 25. Juli 1965 wurde er mit dem persönlichen Titel eines Erzbischofs Bischof von Los Teques und blieb dies bis zu seinem Tod.